# Jika-tabi

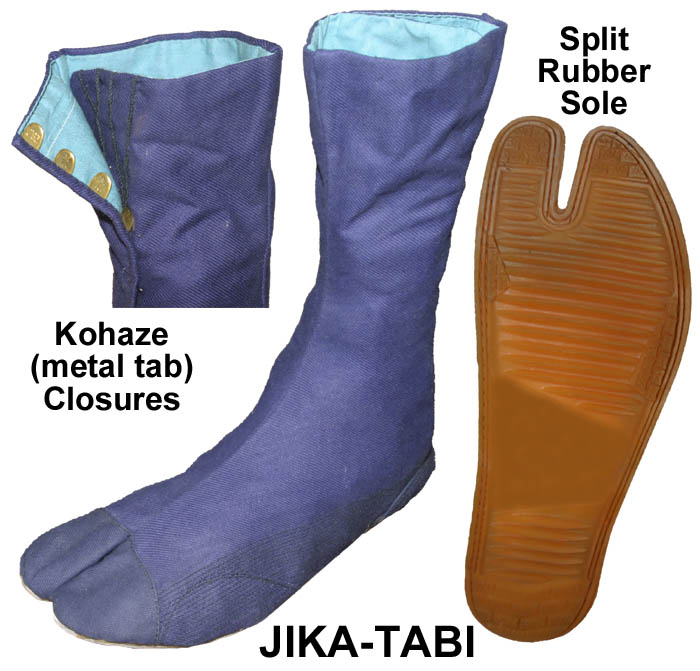
Un esempio di jika-tabi

I jika-tabi (地下足袋,? tabi che hanno contatto con il suolo) sono degli stivaletti giapponesi da lavoro pesante, modellati sul calzino tradizionale giapponese che divide l'alluce dalle altre dita del piede, chiamato tabi.
Essendo fatti di materiale più resistente rispetto ai calzini tabi ed avendo una suola rivestita in gomma, sono spesso usati dagli operai edili, contadini e giardinieri e chiunque faccia un lavoro pesante. Come i tabi, i jika-tabi dividono l'alluce dalle altre dita del piede, così che possano essere indossati con dei sandali infradito (tipicamente gli zōri), anche se esteriormente somigliano a degli stivali e sono generalmente utilizzati come calzatura che non come calzini. 
Sebbene stiano lentamente scomparendo, in favore delle scarpe con la suola completamente rigida, molte persone li preferiscono per la flessibilità e la morbidezza delle suole. Questo dà un contatto tattile e prensile con il suolo, fattore molto importante per alcuni tipi di lavori che richiedono equilibrio ed agilità. Gli operai che attraversano costantemente dei cantieri si sentono più sicuri sapendo cosa calpestano e carpentieri e giardinieri usano i propri piedi come un altro paio di mani, aiutandosi ad esempio a tenere un oggetto al proprio posto. Uno svantaggio dei jika-tabi è che non proteggono dalle cadute o dagli oggetti taglienti. 
Shojiro Ishibashi, il fondatore della nota azienda di pneumatici Bridgestone Corporation, viene accreditato come inventore di questo tipo di calzatura. 
Fuori dal Giappone, dove possono essere acquistati nei negozi di arti marziali, i jika-tabi sono apprezzati da chi, appunto, fa questo tipo di sport; vengono inoltre indossati da gente comune per fare esercizio, correre le corse campestri, camminare e chi fa arrampicate.